# Brúarjökull
Brúarjökull är en glaciär i republiken Island. Den ligger i regionen Austurland, i den centrala delen av landet. Brúarjökull är den största utloppsglaciären för den största isländska platåglaciären, Vatnajökull. Den ligger nordost om Vatnajökull, öster om Kverkfjöll och väster om Eyjabakkajökull. Glaciären är över 30 km bred. Den matar stora floder som Kreppa och Jökulsá á Brú. Den senare har dämts upp på en längd av 25 km i Hálslón för Kárahnjúkar vattenkraftverk.